# Litanies (Alain)
 Litanies (JA 119) est une pièce pour orgue composée par Jehan Alain (1911-1940) en 1937. En tête de celle-ci, on lit « Quand l'âme chrétienne ne trouve plus de mots nouveaux dans la détresse pour implorer la miséricorde de Dieu, elle répète sans cesse la même invocation avec une foi véhémente. La raison humaine atteint sa limite. Seule la foi poursuit son ascension. » Ces phrases ont été écrites par Alain à la suite de la mort de sa sœur Marie-Odile dans un accident de montagne.

## Historique
Les litanies sont une des prières liturgiques d’intercession, en usage dans le catholicisme. Le choix de Jehan Alain de composer une pièce sur ce thème n'est pas particulièrement original au regard du travail de contemporains d'Alain. Par exemple, le pianiste Francis Poulenc a écrit en 1936 ses Litanies à la Vierge noire de Rocamadour, créées en mai 1937, et avant lui, l'organiste Marcel Dupré, professeur de Jehan Alain au Conservatoire, a composé Cortège et Litanie opus 19 n°2 (transcription de la version pour piano, 1921).
Alain a terminé la composition des Litanies le 15 août 1937, et il en assume lui-même la création à Paris, à l'église de la Trinité, le 17 février 1938. La dédicataire, Virginie Schildge-Bianchini, crée la pièce aux États-Unis en mai de la même année.
La pièce est éditée chez Leduc en 1939. Olivier Alain, frère du compositeur et lui aussi organiste a transcrit le morceau pour deux pianos ; cette version (JA 119 A) a été également éditée chez Leduc, en 1995. Marie-Claire Alain, sœur du compositeur, dispose du manuscrit.

## Structure de l'œuvre

### Considérations générales
Litanies est une pièce assez brève, dont l'exécution requiert entre quatre minutes et quatre minutes et demie. 
La partition ne comporte pas de mesure chiffrée, juste des barres de mesure encadrant des groupes de notes plus ou moins réguliers : beaucoup de ces mesures ont une durée de seize croches, mais c'est loin d'être vrai partout, notamment dans la coda. Quoi qu'il en soit, l'œuvre compte 77 mesures.
Il n'y a pas d'unité de tempo tout au long de la pièce. De nombreuses indications tout au long du morceau viennent le modifier ; du plus lent au plus rapide, on peut lire declamato, subito più lento e intimo, lirico ma sempre vivo, vivo, poco accelerando, accelerando sempre, vivacissimo.
Enfin, il n'y a pas non plus d'unité particulière concernant l'armure : le début et la fin comportent 5 bémols à la clé qui sont parfois allégés dans l'armure et par des altérations accidentelles. De nombreuses modulations ont donc lieu, menant par exemple à un do majeur qualifié par Marie-Claire Alain de nostalgique (enclave subito più lento e intimo, mesures 28-29), ou à un la majeur forte (accords aux manuels et mélodie au pédalier, mesures 52-53).

### Les deux thèmes principaux

#### Premier thème
Le premier thème est énoncé seul, en unisson, aux manuels, à la mesure 1. Bien que l'armure initiale puisse suggérer (de manière purement théorique) l'emploi de la tonalité de ré bémol majeur ou de si bémol mineur, il n'en est rien. Le premier thème utilise en fait le mode de ré transposé sur mi bémol, ce qui revient bien à une gamme de mi bémol mineur dans laquelle le do est bécarre et le ré est bémol.

Ce mode original ne permet pas d'établir clairement une tonalité et donne au thème un aspect grégorien propre à évoquer d'emblée la notion de litanie. 
Le fait de rappeler le grégorien dans la musique d'orgue a déjà eu lieu auparavant, entre autres sous l'influence de Joseph Pothier : on peut citer par exemple les Soixante interludes dans la tonalité grégorienne de Guilmant (1837-1911), l'Album grégorien (1895) de Gigout (1844-1925), ou, plus proche des Litanies, la Fantaisie sur des thèmes grégoriens opus 1 (1927) de Duruflé (1902-1986)...
L'ambiguïté relative à la tonalité du premier thème est entretenue par les nombreuses modulations et modifications d'harmonisation qu'il connait, et elle n'est pas levée par l'accord final : sa basse est mi bémol, il comporte sol et si bémols, ce qui en ferait un accord parfait de mi bémol mineur, mais s'y ajoutent la bémol et do, qui eux forment avec la basse un accord de quarte et sixte de la bémol majeur.

#### Second thème
Le second thème est couramment surnommé « motif du chemin de fer ». Issu d'une précédente pièce d'Alain, Fantasmagories (JA 63), composée en 1935, il imite le bruit répétitif d'un wagon roulant sur des rails, et constitue un trait d'humour d'Alain. Alors que le premier thème est très mélodique, le second est très rythmique, formant une carrure dont les deux premières mesures sont chacune ponctuées par le même accord majeur, et les deux dernières mesures par le même accord minoré.

### Interprétation et virtuosité
Jehan Alain confiait à son ami Bernard Gavoty : « Si à la fin tu ne te sens pas fourbu, c'est que tu n'auras rien compris ni joué comme je le veux. Tiens-toi à la limite de la vitesse et de la clarté », et qu'« une allure tranquille défigurerait mes Litanies ». Il reconnaissait cependant pour certains passages qu'« au vrai tempo, c'est injouable ». Un exemple parmi d'autres de la difficulté du morceau se trouve dans les mesures 42 à 44 : des notes doubles au pédalier supportent un accompagnement en accords de trois notes à la main gauche, cependant que la mélodie (main droite) est soutenue par des notes tenues, à la main droite aussi ; or, c'est dans ce contexte déjà chargé (et alors qu'il n'y a pas de silences) qu'Alain exige de l'organiste de manipuler les tirants de la console de manière à ajouter successivement la trompette du positif, le clairon du grand orgue, puis la trompette du grand orgue !